# Niels Birger Wamberg
Niels Birger Wamberg (* 3. November 1930; † 9. Juni 2020) war ein dänischer Literaturkritiker, Literaturwissenschaftler und Schriftsteller, der 1998 mit dem Søren-Gyldendal-Preis ausgezeichnet wurde.

## Leben
Nach dem Schulbesuch absolvierte Wamberg ein Studium der Literaturwissenschaften und Komparatistik an der Universität Kopenhagen, das er 1959 mit einem Magister abschloss, und war anschließend zwischen 1960 und 1969 Mitarbeiter bei Danmarks Radio. Im Anschluss wurde er 1969 Lektor der damaligen Dänischen Lehrerhochschule (Danmarks Lærerhøjskole), die heute ein Teil der Universität Aarhus ist.
Neben seinen beruflichen Tätigkeiten verfasste er zahlreiche Bücher und Artikel zur Literaturkritik und -wissenschaft, Interviews sowie Essays über Dichter und Schauspieler wie Digterne og Gyldendal (1970) und H.C. Andersen og Heiberg (1971). Außerdem schrieb er Bücher über Dichtung und Theater im Goldenen Zeitalter, eine Epoche hoher kultureller Blüte zwischen 1800 und 1850, über Klaus Rifbjerg sowie über Johannes Vilhelm Jensen.
Darüber hinaus verfasste Wamberg zwei Bände mit Memoiren, und zwar Min far og mig (1986) und Ansigtet på ruden (1993). 1998 erhielt er den Søren-Gyldendal-Preis.
Wamberg war seit 1956 mit der Schriftstellerin Bodil Wamberg verheiratet, die ebenfalls fast zwanzig Jahre Lektorin an der Dänischen Lehrerhochschule war.

## Weitere Veröffentlichungen
- Johannes V. Jensen. Rhodos, Kopenhagen (1961)
- Æbler eller pærer - Lidt om glæderne og ærgrelserne ved at træffe et valg (1990)
- Erindringens indvielse - Fem radioforedrag (1991)
- Mens kunsten er ung - en samtale mellem Knud W. Jensen og Niels Birger Wamberg (1992)
- Så er det sagt! - et samtaleportræt af Lise Nørgaard (1997)
- Italienske herligheder (2000)
- Toldfrie tanker fra Sokrates til Storm P. (2000)
- Verden er mit hjem. På rejse med H.C. Andersen - en montage (2004)
- Tilpas højrøvet (2004)
- Goddag, min herre - Billede af Ebbe Rode (2009)

## Hintergrundliteratur
- Erindring og tid. Essays. En bog til Niels Birger Wamberg, Festschrift zum 70. Geburtstag, 1990